# Nagendra Singh

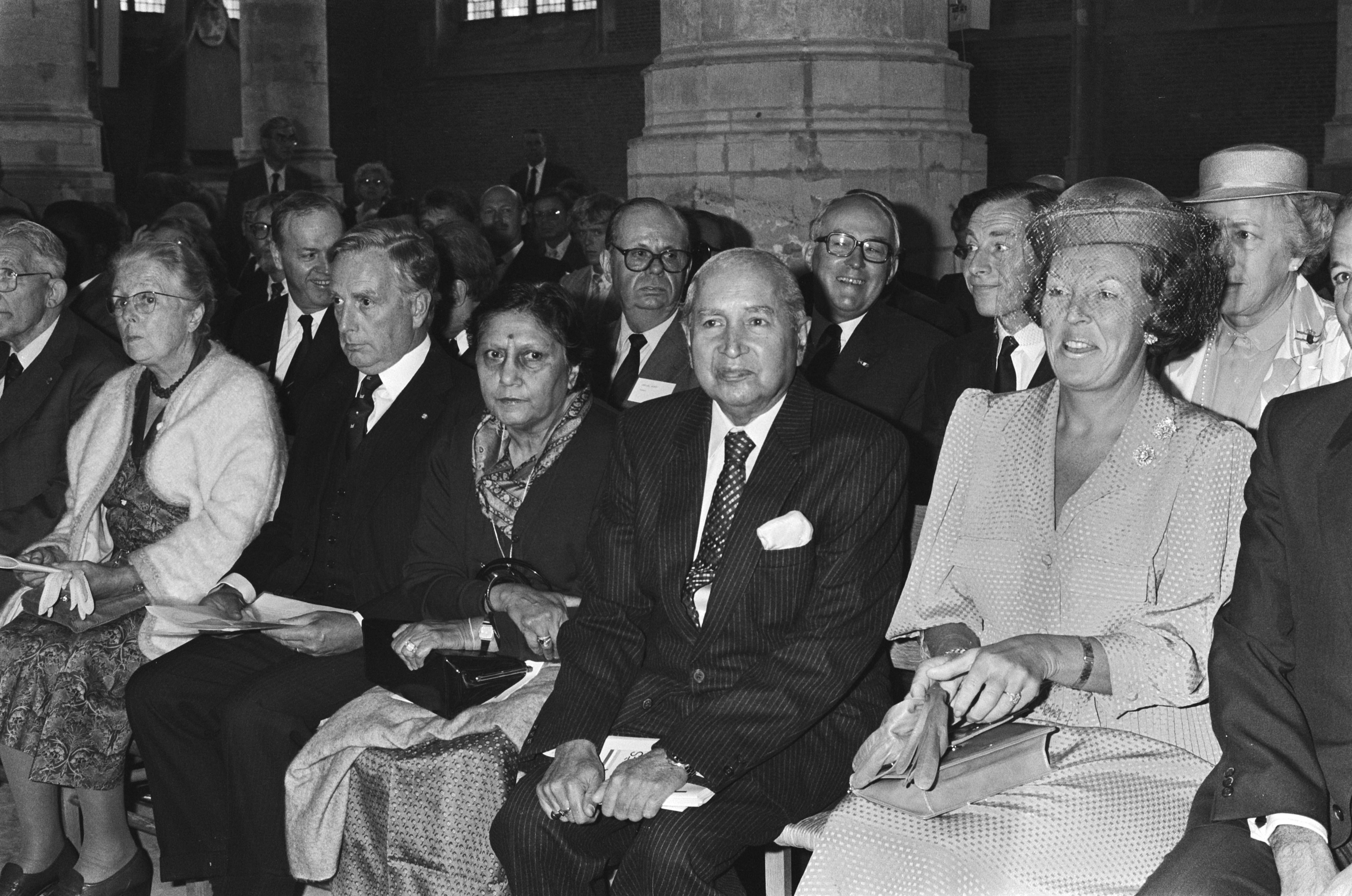
Nagendra Singh (1985, Leiden)

Nagendra Singh (* 18. März 1914 in Dungarpur; † 11. Dezember 1988 in Den Haag) war ein indischer Jurist. Er wirkte von 1973 bis zu seinem Tod als Richter am Internationalen Gerichtshof, darunter von 1976 bis 1979 als Vizepräsident und von 1985 bis 1988 als Präsident des Gerichts.

## Leben
Nagendra wurde 1914 als dritter Sohn des Maharajas von Dungarpur geboren. Er studierte in Indien am Mayo College in Ajmer und an der Dr. Bhim Rao Ambedkar University in Agra sowie in England an der University of Cambridge, an der er sein Studium mit der Promotion abschloss. Nach seiner Ausbildung absolvierte er ab 1938 in seinem Heimatland eine Laufbahn im Staatsdienst, unter anderem in leitenden Positionen in den Ministerien für Verteidigung, für Transport sowie für Information und Rundfunk der indischen Regierung, und 1972 als Leiter der indischen Wahlkommission.
Im Jahr 1973 wurde er zum Richter am Internationalen Gerichtshof (IGH) gewählt, an dem er zuvor bereits in einem Fall als Ad-hoc-Richter fungiert hatte. Von 1976 bis 1979 wirkte er als Vizepräsident des IGH sowie von 1985 bis 1988 als Präsident. Außerdem war er Mitgründer, ab 1959 Vizepräsident sowie von 1974 bis zu seinem Tod Präsident der Indischen Gesellschaft für Internationales Recht. Seine juristischen Interessen waren vielfältig und umfassten beispielsweise das Seerecht, das internationale Umweltrecht sowie militärische Abrüstung und Rüstungskontrolle.
Nagendra Singh war ab 1940 verheiratet. Er starb 1988 in Den Haag an den Folgen eines Herzinfarkts.

## Auszeichnungen
Nagendra Singh gehörte ab 1963 dem Institut de Droit international an und erhielt 1973 den Padma Vibhushan, den zweithöchsten indischen zivilen Verdienstorden. Ein Jahr später wurde er am St John’s College in Cambridge zum Fellow ernannt. Ab 1985 war er Mitglied des Internationalen Instituts für humanitäres Recht in Sanremo. Darüber hinaus erhielt er Ehrendoktortitel verschiedener Universitäten und war ab 1985 Ehrenmitglied der Amerikanischen Gesellschaft für internationales Recht. Seit 1986 war er korrespondierendes Mitglied der British Academy.

## Werke (Auswahl)
- Termination of Membership of International Organizations. London 1958; erweiterte Neuauflage 1988
- Nuclear Weapons and International Law. London 1959
- Defence Mechanism of the Modern State. Bombay 1964
- International Maritime Law Conventions. London 1983
- Enforcement of Human Rights in Peace & War and the Future of Humanity. Kalkutta und Dordrecht 1986